# Karmacoma
Karmacoma (zapis stylizowany KarmaComa) – polska grupa wykonująca muzykę z pogranicza rocka i trip hopu. Powstała z inicjatywy Piotra Łukaszewskiego. Zespół otrzymał nominację do Fryderyka w kategorii debiut roku oraz odbył szereg koncertów w Polsce. Po nagraniu dwóch płyt zespół został rozwiązany.

## Historia
Zespół powstał w październiku 1998 roku w Trójmieście z inicjatywy gitarzysty i producenta muzycznego Piotra Łukaszewskiego. Muzyk do współpracy zaprosił uczęszczającą wówczas do liceum debiutującą wokalistkę Milenę Stąpor, basistę Łukasza Rutkowskiego i perkusistę Daniela Wernera. Wkrótce potem zespół podpisał kontrakt z wytwórnią muzyczną Universal Music Polska.
Na początku 1999 roku w należącym do Łukaszewskiego studiu Red grupa przystąpiła do prac nad debiutancką płytą. Teksty na płytę napisała natomiast Stąpor. 25 października 1999 roku ukazał się debiutancki album zespołu zatytułowany Karmacoma. Płytę poprzedził singel Zostanę przy tobie. Następnie został wydany singel Jeden dzień, jedna noc. Wkrótce zespół otrzymał nominację do Fryderyka w kategorii debiut roku.
W 2000 roku Karmacoma przystąpiła do prac nad drugim albumem. 30 kwietnia 2001 roku został wydany drugi album zespołu pt. Odyseja 2001 czyli pamiętnik znaleziony w studni. Gościnnie w nagraniach wzięli udział Glenn Meyer członek Blenders, Tomasz Lipnicki lider Lipali, członkowie zespołu O.N.A.: Grzegorz Skawiński i Wojciech Horny. Wydawnictwo promowały single Mój wstyd, Prawdziwa historia (2001). Wkrótce potem zespół zakończył działalność. Po rozwiązaniu zespołu Karmacoma, Łukaszewski założył Ptaky. Stąpor natomiast wyemigrowała do Stanów Zjednoczonych.

## Dyskografia
| Rok  | Tytuł |
| ---- | --- |
| 1999 | Karmacoma - Data: 25 października 1999 - Wydawca: Universal Music Polska                                    |
| 2001 | Odyseja 2001 czyli pamiętnik znaleziony w studni - Data: 30 kwietnia 2001 - Wydawca: Universal Music Polska |

| 1999                           | Zostanę przy tobie          | 36 |
| 1999                           | Jeden dzień, jedna noc      | –  |
| 2001                           | Ostatnia piosenka o miłości | –  |
| 2001                           | Mój wstyd                   | –  |
| 2001                           | Prawdziwa historia          | –  |
| "—" pozycja nie była notowana. |                             |    |